# 쑹아이링
쑹아이링(중국어 간체자: 宋蔼龄, 정체자: 宋藹齡, 병음: Sòng Àilíng, 1889년 6월 14일 ~ 1973년 10월 18일)은 중국의 유명한 쑹 자매의 세 자매 중 맏이이다. 남편인 쿵상시는 은행가 출신으로 20세기 초 중국에서 가장 부유한 사람 중 한 사람으로 기록되기 때문에 그녀의 별칭은 돈을 사랑한 여인으로 불린다.

## 주요 이력
청나라 장쑤 성 상하이에서 출생하여 지난날 한때 청나라 광둥 성 광저우에서 잠시 유아기를 보낸 적이 있다. 부유한 감리교 목사 출신의 사업가인 아버지 찰리 쑹은 자녀들을 모두 미국에서 공부시켰는데 아이링도 조지아주 메이컨의 웨슬리언대학에서 공부하였다. 1909년 중국으로 돌아왔고 1911년부터 쑨원의 비서로 일했는데 나중에 그녀의 동생 쑹칭링이 비서일을 물려받았다. 부유한 은행가인 쿵상시를 1913년 만났고 이듬해 일본 요코하마에서 결혼했다. 결혼 후 영어를 가르치는 일과 아동복지 사업에 관여하였다.
그녀는 1940년대 미국으로 건너갔고 계속 미국에서 살다가 1973년 뉴욕에서 죽었다.

## 같이 보기
- 쑹 자매
- 쑹칭링
- 쑹메이링